# Alternochelata neali
Alternochelata neali är en kräftdjursart. Alternochelata neali ingår i släktet Alternochelata och familjen Rutidermatidae. Inga underarter finns listade i Catalogue of Life.